# Gelis circumdatus
Gelis circumdatus är en stekelart som först beskrevs av Schiodte 1839.  Gelis circumdatus ingår i släktet Gelis och familjen brokparasitsteklar. Inga underarter finns listade i Catalogue of Life.